# Ficus dugandii
Ficus dugandii är en mullbärsväxtart som beskrevs av Paul Carpenter Standley. Ficus dugandii ingår i släktet fikonsläktet, och familjen mullbärsväxter. Inga underarter finns listade i Catalogue of Life.